# Neuilly-le-Vendin
Neuilly-le-Vendin è un comune francese di 402 abitanti situato nel dipartimento della Mayenne nella regione dei Paesi della Loira.

## Società

### Evoluzione demografica
Abitanti censiti